# Colorado-oorlog
De Colorado-oorlog was een gewapend conflict tussen de Verenigde Staten enerzijds en een losse alliantie van de Kiowa's, Comanches, Arapaho's en Cheyennes anderzijds. De oorlog vond plaats op de oostelijke vlakte van het Colorado Territorium en resulteerde in de verwijdering van alle indianen uit het huidige Colorado en hun overplaatsing naar het huidige Oklahoma. De oorlog omvatte een geruchtmakende episode in november 1864 die bekendstaat als het bloedbad van Sand Creek. Deze slachtpartij, die aanvankelijk door de Amerikaanse pers werd bestempeld als een grote overwinning, kwam later bekend te staan als een wrede volkerenmoord. De hierop volgende hoorzittingen in het Amerikaanse Congres betreffende de misdrijven van John Chivington, aanvoerder van het Amerikaanse leger, waren een keerpunt in de opvattingen van de blanken over de indianenoorlogen aan het einde van de Amerikaanse Burgeroorlog. In 1868 hervatte het Amerikaanse leger, onder leiding van George Armstrong Custer, het conflict met de Arapaho's en Cheyennes in de Slag bij de Washita.

## Beschrijving
De oorlog werd gevoerd over de mogelijkheid van de indianenstammen om controle te behouden over de bizontrek op de Great Plains in de dalen van de rivieren de South Platte, de Republican, de Smoky Hill en de Arkansas, aan de rand van de vlakte tegen de Rocky Mountains aan. In het eerste verdrag van Fort Laramie (1851) kwamen de Cheyennes en Arapaho's overeen om het gebied tussen de South Platte en de Arkansas als hun jachtgronden te aanvaarden.
Het gebied was van weinig waarde voor de blanke kolonisten tot 1859, toen de goudkoorts de eerste grote aantallen kolonisten naar Colorado Piedmont, aan de rand van het gebergte, bracht en het aan de indianen toegewezen gebied werd overstroomd met kolonisten en goudzoekers. De nieuwe kolonisten vroegen de Amerikaanse federale regering om de claims van de indianen ongedaan te maken, en in de herfst van 1860 openden federale agenten de onderhandelingen met delen van twee stammen met een vergadering aan de Arkansas. Bij deze vergadering stemden de Cheyennes en Arapaho's in om al hun voormalige jachtgronden op te geven met uitzondering van het Sand Creek Reservaat tussen de Arkansas en de Sand Creek. Verder zou de nomadische levensstijl van de stammen omgevormd worden naar een boerenbestaan. Het nieuwe reservaat zou, in plaats van een open jachtgebied, worden verdeeld tussen de stammen, waarbij elke stam 160.000 m2 land zou krijgen. Bovendien beloofden de federale agenten dat elke stam 15 jaar lang 30.000 dollar subsidie zou krijgen, en ook een molen, een zagerij en scholen.
Het beleid van het stimuleren van een vredige overgang naar het boerenbestaan, waarmee de stammen hadden ingestemd, werd in veel gevallen gedwarsboomd door het wanbeleid en ambtsvergrijpen van de door de politiek aangestelde federale agenten. Een berucht voorbeeld was Samuel Colley, de federale agent van Opper-Arkansas in de jaren 1860, die bekend werd door zijn verzekeringsfraude met de bezittingen van de stammen, die hij verkocht via zijn zoon Dexter, een handelaar.
Het conflict vond plaats gedurende de laatste twee jaar van de Amerikaanse Burgeroorlog. De eenheden van de Colorado-vrijwilligers van het Amerikaanse leger vochten in zowel deze oorlog als in de New Mexicocampagne tegen het leger van de Geconfedereerde Staten.
De leider van de zuidelijke Cheyennes was Motavato en de leider van de Arapaho's was Friday. De oorlog werd door de blanken gezien als vergeldingsactie voor de aanvallen van de Cheyennes en Arapaho's op de Overland Trail en op groepen emigranten aan de South Platte. De stammen, die door de Ute indianen tegengehouden werden om verder naar het westen de bergen in te gaan, beschouwden het als een laatste mogelijkheid om controle te behouden op voldoende jachtgronden voor bizons en ander wild.

## Geschiedenis
In de vroege jaren 60 van de negentiende eeuw waren de verhoudingen tussen de Sioux en de Verenigde Staten op de Great Plains drastisch verslechterd. Voor die tijd trokken blanke emigranten relatief harmonieus door het gebied (spottend de Great American Desert genoemd) op hun weg langs de emigrantenroutes van Californië, Mormon en Oregon. Na 1860 leidden de ontdekking van goud in de Rockies en de toenemende westwaartse verspreiding van zogenaamde homesteaders over de 100e breedtegraad ertoe dat de Sioux en hun verwante stammen zich begonnen te verzetten tegen verder gebruik van het gebied door blanken. Vooral de uiteendrijving van de bizonkudde, door de steeds intensiever gebruikte emigrantenroutes en de ontwikkeling van nieuwe routes, was voor de Sioux nadelig. Het verspreiden van deze tendens over de stammen van de Plains zuidwaarts langs de Rockies, naar het gebied waar de emigrantenroutes doorheen liepen, werd getekend door de Colorado-oorlog. Als gevolg daarvan verlegde het leger van de Verenigde Staten, toen belast met het toezicht over de emigrantenroutes, de routes zuidwaarts langs de South Platte door wat nu Noordoost-Colorado is, en vervolgens door de Laramie Plains (de Overland Trail).
De Cheyennes en Arapaho's hadden in 1861 al een groot deel van de Eastern Plains afgestaan (grotendeels om ruimte te maken voor de goudkoorts). Het toegenomen verkeer in het gebied liep uit op aanvallen, waarvan de meest beruchte door de Kiowa's, die werden beschouwd als de stammen die zich in de geschiedenis het meest verzetten tegen iedere vorm van blanke uitbreiding. De Cheyennes en Arapaho's, twee nauw verwante Algonkian sprekende stammen die westwaarts trokken vanaf de Grote Meren in de 18e eeuw, werden beschouwd als stammen die niet geïnteresseerd waren in conflicten met de blanken. Ze werden enigszins blootgesteld aan het kruisvuur van de oorlog, maar leden ironisch genoeg de meest beruchte verliezen. De inmenging van het leger van de Verenigde Staten in de oorlog werd als erg grof beschouwd, en dwong het Congres een officieel standpunt in te nemen waarin het de daden van kolonel John Chivington veroordeelde. De eerste verslagen in het ochtendblad Rocky Mountains News hadden Chivington geprezen als held. Later bereikten nauwkeuriger verslagen van de strijd uit de hand van overlevenden de pers. Het bewijs was genoeg om het Congres te dwingen verhoren te houden over de brutaliteit in de lente van 1865. De versie van de Amerikaanse inlanders werd bevestigd door een blanke Indiaanse agent die de strijd overleefde, wiens verklaring afgedrukt werd in het Congressional Review waarmee een van de belangrijkste verklaringen van zijn soort openbaar gemaakt werd.
De Arapaho's, die grotendeels ongevaarlijk waren gedurende de oorlog, werden gedwongen hun laatste stuk grondgebied op te offeren aan de staat Colorado, en met hen de Kiowa's en de Commanches. De stammen werden gedwongen hun intrek te nemen in indianenreservaten in het tegenwoordige Oklahoma. Als gevolg hiervan bleef er nog maar een inlandse stam over in Colorado: de Utes, die van de Verenigde Staten al het land ten westen van de continentale breuk toegezegd kregen.
Operaties van het leger van de V.S. tijdens de oorlog werden vooral uitgevoerd vanuit Fort Laramie, het regionale hoofdkwartier van het leger. In de herfst van 1863 voerde luitenant-kolonel William O. Collins het bevel over het fort. Zijn zoon Caspar Collins (naar wie Fort Caspar genoemd is) zou later gedood worden in een gevecht tegen de Sioux vlak bij de North Platte in het huidige Wyoming. Tijdens de eerste verplaatsing van de emigrantenroutes zuidwaarts naar Colorado waren de verhoudingen tussen de V.S. en de gemengde stammen van de Arapaho's en Cheyennes relatief vreedzaam. De Arapaho's overwinterden in grote dorpen langs de rivier de Cache la Poudre, op de plaats waar deze rivier uit de Laramie Foothills komt. De nabije bergen aan de westkant waren in het bezit van de Utes, afstammelingen van de Uto-Azteken, die het gebied meer dan duizend jaar bewoond hadden.
Het leger sloeg in 1864 zijn kamp op aan de oevers van de Poudre vlak bij het tegenwoordige Laporte en doopte het Camp Collins, naar de bevelhebber van Fort Laramie. Na een verwoestende overstroming in juni dat jaar verplaatste het leger zijn kamp naar een plek ten zuidoosten van hoger gelegen land op de Poudre. In het begin werd het kamp bemand door het elfde vrijwilligersregiment van Ohio, en later door delen van het vrijwilligersleger van Kansas, die beide uit het kamp vertrokken vanwege andere verplichtingen. Later waren er soldaten van het vrijwilligersleger van Colorado gelegerd, en deze zouden getuige zijn van veel gevechten in de zuidwestelijke gebieden van de staat.